# Campeonato Mundial de Atletismo de 2019 - Lançamento de martelo feminino
A competição do lançamento de martelo feminino no Campeonato Mundial de Atletismo de 2019 foi realizada no Estádio Internacional Khalifa, em Doha, no Catar, nos dias 27 e 28 de setembro.

## Recordes
Antes da competição, os recordes eram os seguintes: 
| Recorde mundial                               | Anita Włodarczyk (POL)  | 82.98 | Varsóvia, Polônia          | 28 de agosto de 2016 |
| Recorde do campeonato                         | Anita Włodarczyk (POL)  | 80.85 | Pequim, China              | 27 de agosto de 2015 |
| Recorde do ano                                | DeAnna Price (USA)      | 78.24 | Des Moines, Estados Unidos | 27 de julho de 2019  |
| Recorde africano                              | Amy Sène (SEN)          | 69.70 | Forbach, França            | 25 de maio de 2014   |
| Recorde asiático                              | Wang Zheng (CHN)        | 77.68 | Chengdu, China             | 29 de março de 2014  |
| Recorde da América do Norte, Central e Caribe | DeAnna Price (USA)      | 78.24 | Des Moines, Estados Unidos | 27 de julho de 2019  |
| Recorde da América do Sul                     | Jennifer Dahlgren (ARG) | 73.74 | Buenos Aires, Argentina    | 10 de abril de 2010  |
| Recorde europeu                               | Anita Włodarczyk (POL)  | 82.98 | Varsóvia, Polônia          | 28 de agosto de 2016 |
| Recorde da Oceania                            | Julia Ratcliffe (NZL)   | 71.39 | Townsville, Austrália      | 28 de junho de 2019  |

## Medalhistas
| Ouro               | Prata                 | Bronze           |
| DeAnna Price (USA) | Joanna Fiodorow (POL) | Wang Zheng (CHN) |

## Tempo de qualificação
| Tempo de qualificação |
| --------------------- |
| 71.00 m               |

## Calendário
| Data                   | Horário | Fase         |
| ---------------------- | ------- | ------------ |
| 27 de setembro de 2019 | 16:40   | Qualificação |
| 28 de setembro de 2019 | 19:25   | Final        |

Todos os horários estão no horário local (UTC+3)

## Resultados

### Qualificação
Qualificação: 72.00 m (Q) ou as 12 melhores performances (q). 
| Pos. | Grupo | Atleta                    | Nacionalidade   | Tentativa | Tentativa | Tentativa | Marca | Notas |
| Pos. | Grupo | Atleta                    | Nacionalidade   | 1         | 2         | 3         | Marca | Notas |
| ---- | ----- | ------------------------- | --------------- | --------- | --------- | --------- | ----- | ----- |
| 1    | B     | DeAnna Price              | Estados Unidos  | 73.77     |           |           | 73.77 | Q     |
| 2    | B     | Zalina Petrivskaya        | Moldávia        | 73.40     |           |           | 73.40 | Q     |
| 3    | A     | Joanna Fiodorow           | Polónia         | 73.39     |           |           | 73.39 | Q     |
| 4    | B     | Hanna Skydan              | Azerbaijão      | x         | 70.86     | 73.32     | 73.32 | Q,    |
| 5    | A     | Iryna Klymets             | Ucrânia         | 71.51     | 72.93     |           | 72.93 | Q,    |
| 6    | A     | Alexandra Tavernier       | França          | 72.91     |           |           | 72.91 | Q     |
| 7    | B     | Wang Zheng                | China           | 72.65     |           |           | 72.65 | Q     |
| 8    | A     | Hanna Malyshik            | Bielorrússia    | 71.42     | 71.03     | 72.59     | 72.59 | Q     |
| 9    | B     | Martina Hrašnová          | Eslováquia      | 71.85     | 72.01     |           | 72.01 | Q     |
| 10   | A     | Gwen Berry                | Estados Unidos  | x         | 71.72     | x         | 71.72 | q     |
| 11   | B     | Alena Sobaleva            | Bielorrússia    | 70.26     | 70.28     | 71.52     | 71.52 | q,    |
| 12   | A     | Luo Na                    | China           | 71.35     | 71.12     | x         | 71.35 | q     |
| 13   | B     | Malwina Kopron            | Polónia         | x         | x         | 70.46     | 70.46 |       |
| 14   | A     | Julia Ratcliffe           | Nova Zelândia   | 67.07     | 70.45     | 68.21     | 70.45 |       |
| 15   | B     | Yelizaveta Tsareva        | Atletas Neutros | 70.35     | 68.40     | 67.54     | 70.35 |       |
| 16   | B     | Anastasya Kalamoyets      | Bielorrússia    | x         | x         | 69.67     | 69.67 |       |
| 17   | A     | Stamatia Scarvelis        | Grécia          | 66.53     | 67.82     | 69.65     | 69.65 |       |
| 18   | B     | Bianca Florentina Ghelber | Roménia         | 68.01     | 68.65     | x         | 68.65 |       |
| 19   | A     | Sofiya Palkina            | Atletas Neutros | 67.53     | 68.53     | 67.26     | 68.53 |       |
| 20   | A     | Brooke Andersen           | Estados Unidos  | 66.73     | 68.46     | x         | 68.46 |       |
| 21   | B     | Krista Tervo              | Finlândia       | x         | 66.47     | 68.25     | 68.25 |       |
| 22   | B     | Laura Igaune              | Letônia         | 67.14     | 67.77     | 66.39     | 67.77 |       |
| 23   | B     | Réka Gyurátz              | Hungria         | 67.28     | 67.41     | x         | 67.41 |       |
| 24   | B     | Alona Shamotina           | Ucrânia         | 64.14     | 67.30     | x         | 67.30 |       |
| 25   | A     | Liu Tingting              | China           | x         | 66.91     | 67.11     | 67.11 |       |
| 26   | A     | Sara Fantini              | Itália          | 65.15     | 66.58     | x         | 66.58 |       |
| 27   | A     | Barbara Špiler            | Eslovênia       | 65.55     | x         | 65.76     | 65.76 |       |
| 28   | A     | Beatrice Nedberge Llano   | Noruega         | 65.55     | 64.51     | 65.51     | 65.55 |       |
| 29   | B     | Kateřina Šafránková       | Chéquia         | 62.65     | 63.55     | 65.46     | 65.46 |       |
| 30   | A     | Iryna Novozhylova         | Ucrânia         | 60.66     | 65.31     | 63.63     | 65.31 |       |

### Final
A final ocorreu dia 28 de setembro às 19:25. 
| Pos.              | Atleta              | Nacionalidade  | Tentativa | Tentativa | Tentativa | Tentativa | Tentativa | Tentativa | Marca | Notas           |
| Pos.              | Atleta              | Nacionalidade  | 1         | 2         | 3         | 4         | 5         | 6         | Marca | Notas           |
| ----------------- | ------------------- | -------------- | --------- | --------- | --------- | --------- | --------- | --------- | ----- | --------------- |
| Medalha de ouro   | DeAnna Price        | Estados Unidos | 76.87     | x         | 77.54     | 74.56     | 73.77     | 75.68     | 77.54 |                 |
| Medalha de prata  | Joanna Fiodorow     | Polónia        | 76.35     | 74.77     | 72.78     | 74.69     | x         | x         | 76.35 | Recorde pessoal |
| Medalha de bronze | Wang Zheng          | China          | 72.94     | x         | x         | 73.75     | 74.76     | x         | 74.76 |                 |
| 4                 | Zalina Petrivskaya  | Moldávia       | 73.73     | 73.60     | 74.33     | 70.49     | 74.27     | 72.94     | 74.33 |                 |
| 5                 | Iryna Klymets       | Ucrânia        | 73.17     | 73.56     | x         | 70.26     | 72.59     | 71.95     | 73.56 | Recorde pessoal |
| 6                 | Alexandra Tavernier | França         | 71.50     | 70.48     | 73.31     | 72.24     | 73.33     | x         | 73.33 |                 |
| 7                 | Hanna Skydan        | Azerbaijão     | 70.69     | 71.99     | 72.80     | 72.83     | 71.44     | 70.99     | 72.83 |                 |
| 8                 | Luo Na              | China          | 71.33     | 72.04     | 70.83     | 70.41     | 71.03     | x         | 72.04 |                 |
| 9                 | Martina Hrašnová    | Eslováquia     | 66.09     | 71.28     | x         |           |           |           | 71.28 |                 |
| 10                | Hanna Malyshik      | Bielorrússia   | 71.24     | 66.52     | 70.12     |           |           |           | 71.24 |                 |
| 11                | Alena Sobaleva      | Bielorrússia   | 70.45     | x         | 68.65     |           |           |           | 70.45 |                 |
| 12                | Gwen Berry          | Estados Unidos | x         | x         | x         |           |           |           | NM    | NM              |

Legenda
| Recorde mundial       | Recorde mundial (World record)               |                       | Recorde africano                      | Recorde africano (African) |                                           | Q | Classificado por posição (Qualified) |
| Recorde do campeonato | Recorde do campeonato (Championship record)  | Recorde da América    | Recorde da América (Americas)         | q                          | Classificado por melhor tempo (Qualified) |   |                                      |
| Melhor marca do ano   | Melhor marca do ano (World leading)          | Recorde asiático      | Recorde asiático (Asian)              | DNS                        | Não largou (Did not start)                |   |                                      |
| Recorde nacional      | Recorde nacional (National record)           | Recorde europeu       | Recorde europeu (European)            | DNF                        | Não terminou (Did not finish)             |   |                                      |
| Recorde pessoal       | Recorde pessoal do atleta (Personal best)    | Recorde da Oceania    | Recorde da Oceania (Oceania)          | DSQ / DQ                   | Desclassificado (Disqualified)            |   |                                      |
| Recorde da temporada  | Recorde da temporada do atleta (Season best) | Recorde sul-americano | Recorde sul-americano (South America) | NM                         | Sem marca (No mark)                       |   |                                      |